# أنديد لابز
أنديد لابز (بالإنجليزية: Undead Labs)‏، هي شركة أمريكية لإنتاج وتطوير ألعاب الفيديو، تأسست سنة 2009، ويقع مقرها في مدينة سياتل بولاية واشنطن الأمريكية.

## المواقع الخارجية
الموقع الرسمي